# Yakky Doodle
Yakky Doodle, anche noto come Iacchi Du-Du, è una serie televisiva animata statunitense del 1961, creata e prodotta da Hanna-Barbera.
La serie è stata trasmessa per la prima volta negli Stati Uniti in syndication dal 30 gennaio al 30 dicembre 1961, per un totale di 32 episodi ripartiti su una stagione. In Italia la serie è stata trasmessa su Rai 1 dal 24 maggio 1964.

## Trama
Il cartone narra le avventure di Iacchi Du-Du, un paperotto orfano che ha come migliore amico un bulldog di nome Chopper, il quale lo difende dagli attacchi della volpe Fibber e dell’alligatore Alfy Gator. Il nome si rifà a Yankee Doodle, una celebre canzone americana. Il personaggio esordì in alcuni episodi della serie animata Tatino e Papino.

## Episodi
| nº | Titolo originale          | Titolo italiano                                      | Prima TV USA      | Prima TV Italia |
| -- | ------------------------- | ---------------------------------------------------- | ----------------- | --------------- |
| 1  | Out of Luck Duck          | Papero sfortunato                                    | 30 gennaio 1961   |                 |
| 2  | Hop, Duck and Listen      | Iacchi, papero abbandonato Salta papero e ascolta    | 6 febbraio 1961   | 24 maggio 1964  |
| 3  | Dog Flight                | Il cane volante Il volo del cane                     | 13 febbraio 1961  | 31 maggio 1964  |
| 4  | Easter Duck               | Papero pasquale                                      | 20 febbraio 1961  |                 |
| 5  | Foxy Duck                 | Papero volpino                                       | 27 febbraio 1961  |                 |
| 6  | Railroaded Duck           | Papero in ferrovia                                   | 6 marzo 1961      |                 |
| 7  | Duck Hunting              | Caccia all'anatra                                    | 13 marzo 1961     | 14 giugno 1964  |
| 8  | Whistle-Stop and Go       | Iacchi e il fischietto Fischia, fermati ...E via     | 20 marzo 1961     |                 |
| 9  | Duck the Music            | Lascia perdere la musica                             | 27 marzo 1961     |                 |
| 10 | School Fool               | Scuola di sciocchi                                   | 3 aprile 1961     |                 |
| 11 | Oh Duckter                | Oh, dottore                                          | 10 aprile 1961    |                 |
| 12 | It's a Duck's Life        | Vita da papero                                       | 17 aprile 1961    |                 |
| 13 | Happy Birthdaze           | Buon compleanno                                      | 24 aprile 1961    |                 |
| 14 | Horse Collared            | Iacchi Dudle e il cavallo prodigio Prendi il cavallo | 1º maggio 1961    |                 |
| 15 | Ha-Choo to You!           | Raffreddore per tre                                  | 8 maggio 1961     |                 |
| 16 | Foxy Proxy                | Volpe per procura                                    | 15 maggio 1961    |                 |
| 17 | Count to Tenant           | Affitto incluso                                      | 16 settembre 1961 |                 |
| 18 | Shrunken Headache         | Formula magica                                       | 23 settembre 1961 |                 |
| 19 | The Most Ghost            | Il fantasma più fantasma                             | 30 settembre 1961 |                 |
| 20 | Stamp Scamp               | Francobollo briccone                                 | 7 ottobre 1961    |                 |
| 21 | All's Well That Eats Well | Tutto bene per chi mangia bene                       | 14 ottobre 1961   |                 |
| 22 | Foxy Friends              | Amici volpini                                        | 21 ottobre 1961   |                 |
| 23 | Mad Mix Up                | Folle confusione                                     | 28 ottobre 1961   |                 |
| 24 | Beach Brawl               | Una zuffa sulla spiaggia                             | 4 novembre 1961   |                 |
| 25 | Duck Seasoning            | La stagione dell'anatra                              | 11 novembre 1961  |                 |
| 26 | Hasty Tasty               | Mezzogiorno di cuoco                                 | 18 novembre 1961  |                 |
| 27 | Nobody Home Duck          | Senza una casa                                       | 25 novembre 1961  |                 |
| 28 | Dog Pounded               | Chi la fa l'aspetti                                  | 2 dicembre 1961   |                 |
| 29 | Witch Duck-ter            | Compleanno di strega                                 | 9 dicembre 1961   |                 |
| 30 | Full Course Meal          | Un invito a cena                                     | 16 dicembre 1961  |                 |
| 31 | Baddie                    | Avventura nel West                                   | 23 dicembre 1961  |                 |
| 32 | Judo Ex-Expert            | Campione di judo                                     | 30 dicembre 1961  |                 |